# Reichskrone (Naumburg)

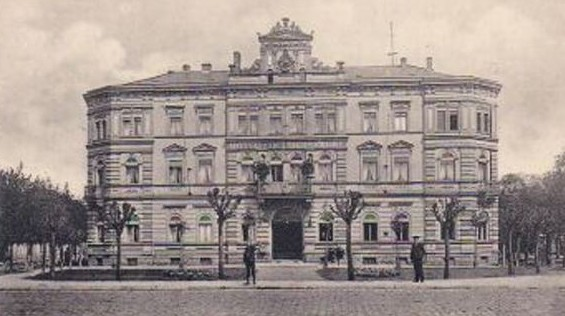
Reichskrone (1900)

Die Reichskrone in Naumburg (Saale) ist ein der Stadt Naumburg gehörendes ehemaliges Hotel und Theater, das ungenutzt unter Denkmalschutz steht.

## Geschichte

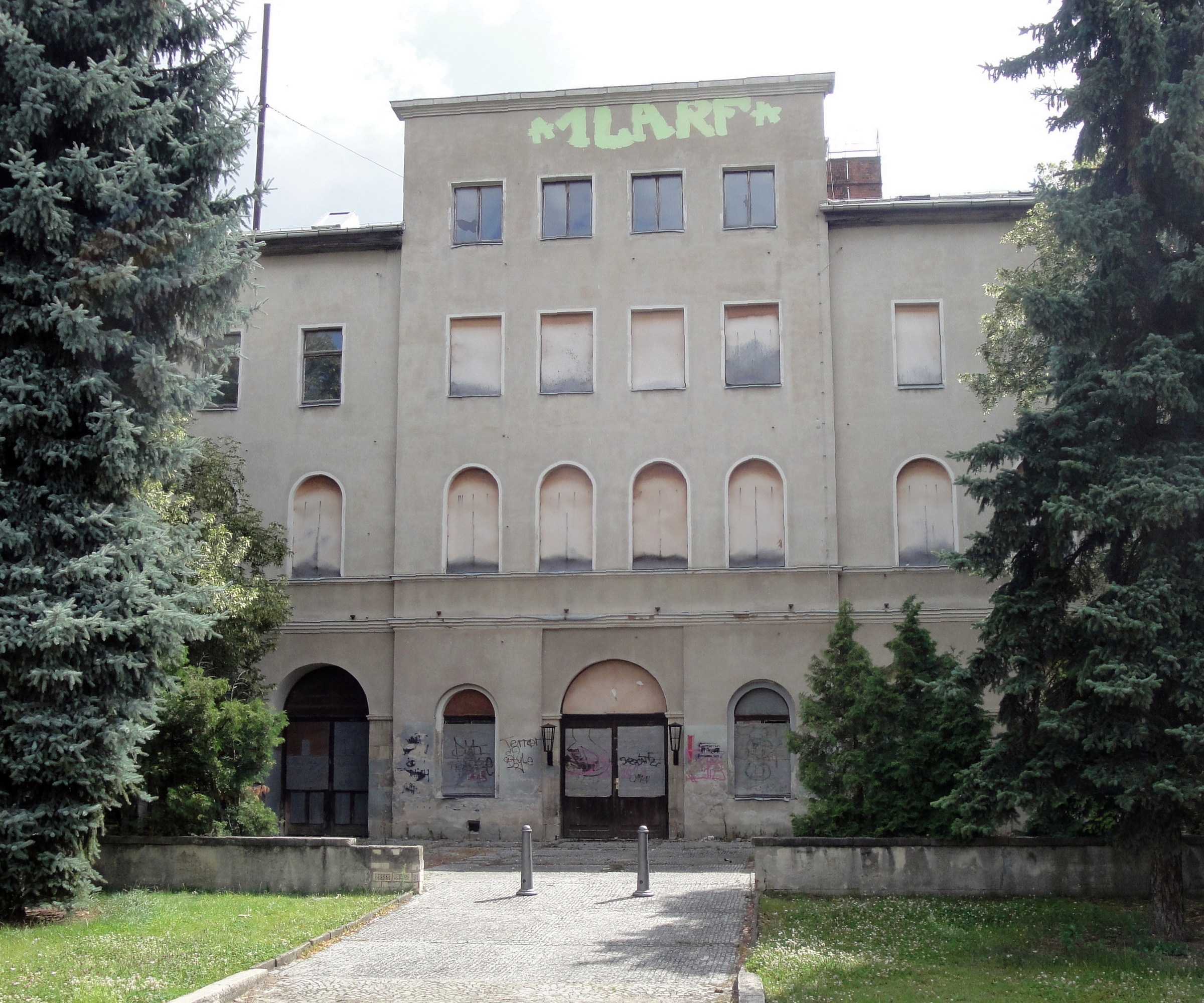
Altes Theater (2012)

Die Reichskrone wurde ab 1881 auf dem Grundstück des früheren Gasthofs Zum blauen Stern in Naumburg für die Reichsgräfin Ida von Hoffmannsegg als Hotel und Theater errichtet. Das Gebäude erhielt seinen Namen von dem davor befindlichen Platz, der zu der Zeit Reichskrone hieß, später nacheinander Bismarckplatz, Platz der Einheit, von 1991 bis 2019 Theaterplatz und seitdem Curt-Becker-Platz heißt. Die Reichskrone wurde 1883 feierlich eröffnet und ging mit dem Tod der Reichsgräfin von Hoffmannsegg als testamentarisches Vermächtnis in das Eigentum der Stadt Naumburg über. 
1897 fand hier die für Naumburg erste öffentliche Aufführung mit einem Cinématographe statt – gezeigt wurden die bewegten Bilder einer Russland-Reise – und 1924 wurden die Reichskronen-Lichtspiele im Saal eingerichtet. 
Am 10. November 1918 konstituierte sich in der Reichskrone im Zuge der Novemberrevolution der Naumburger Arbeiter- und Soldatenrat, am 13. November fand eine Volksversammlung und am 23. November eine Bürgerversammlung statt. Am 2. Dezember 1918 wurden hier die Ortsgruppe der Deutschnationalen Volkspartei und am 18. Dezember die der Deutschen Demokratischen Partei gegründet. Am 14. März 1920 formierte sich in der Reichskrone der Naumburger Widerstand gegen den Kapp-Putsch, indem hier das Aktionsbündnis seine Vertreter wählte, die die Streikmaßnahmen zu koordinieren hatten. In der Zeit des Nationalsozialismus diente das Gebäude als Parteizentrale der NSDAP. Am 17. März 1936 hielt der Reichsjugendführer Baldur von Schirach eine Rede vor der Reichskrone.
Ab 1949 wurde das nun „Haus des Volkes“ genannten Gebäudes unter anderem von der Kreisleitung der Sozialistischen Einheitspartei Deutschlands genutzt. Die ursprüngliche historistische Stuckfassade wurde durch schlichten Putz ersetzt. Noch bis in die 1960er Jahre gab es Theateraufführungen im Saal, bis in die 1980er Rockkonzerte und Kinovorführungen. 1986 wurde der große Saal wegen Baufälligkeit gesperrt. Ab 1990 wurde die Reichskrone einige Jahre als Bürohaus für Unternehmen und Institutionen sowie Parteien genutzt. Seit der Aufgabe dieser Nutzungen Ender der 1990er Jahre steht die Reichskrone leer und ist zunehmend baulichem Verfall ausgesetzt. Seit 2008 gibt es Pläne, die Reichskrone als Veranstaltungszentrum für die Region wieder herzurichten. Seitdem steht das Haus zum Verkauf. Im Jahr 2019 wurde das Dach repariert und teilweise erneuert, um weitere Schäden am Gebäude zu verhindern. Im großen Saal der Reichskrone hat sich unter der später abgehängten schlichten Decke ein kolossales Deckengemälde im Stil des Historismus erhalten.